# Silba albisquama
Silba albisquama är en tvåvingeart som först beskrevs av Kertesz 1901.  Silba albisquama ingår i släktet Silba och familjen stjärtflugor. Inga underarter finns listade i Catalogue of Life.